# Japan op de Olympische Zomerspelen 1996
Japan nam deel aan de Olympische Zomerspelen 1996 in Atlanta, Verenigde Staten. 

## Medailleoverzicht
| Sport            | Olympiër | Onderdeel             | Medaille |
| ---------------- | --- | --------------------- | -------- |
| Judo             | Tadahiro Nomura | -60kg (m)             | Goud     |
| Judo             | Kenzo Nakamura | -71kg (m)             | Goud     |
| Judo             | Yuko Emoto | -61kg (v)             | Goud     |
| Honkbal          | Masanori Sugiura Takayuki Takabayashi Yoshitomo Tani Hitoshi Ono Yasuyuki Saigo Tomoaki Sato Daishin Nakamura Masahiro Nojima Hideaki Okubo Koichi Misawa Masahiko Mori Masao Morinaka Takashi Kurosu Takao Kuwamoto Nobuhiko Matsunaka Takeo Kawamura Jutaro Kimura Kosuke Fukudome Tadahito Iguchi Makoto Imaoka | mannen (m)            | Zilver   |
| Judo             | Yukimasa Nakamura | -65kg (m)             | Zilver   |
| Judo             | Toshihiko Koga | -78kg (m)             | Zilver   |
| Judo             | Ryoko Tamura | -48kg (v)             | Zilver   |
| Judo             | Yoko Tanabe | -72kg (v)             | Zilver   |
| Zeilen           | Alicia Kinoshita Yumiko Shige | 470 (v)7              | Zilver   |
| Atletiek         | Yuko Arimori | marathon (v)          | Brons    |
| Judo             | Noriko Narazaki | -52kg (v)             | Brons    |
| Synchroonzwemmen | Junko Tanaka Miya Tachibana Kaori Takahashi Miho Takeda Miho Kawabe Akiko Kawase Riho Nakajima Raika Fujii Mayuko Fujiki Rei Jimbo | team                  | Brons    |
| Wielersport      | Takanobu Jumonji | tijdrit (m)           | Brons    |
| Worstelen        | Takuya Ota | -74kg vrije stijl (m) | Brons    |

## Deelnemers en resultaten
(m) = mannen, (v) = vrouwen

### Atletiek
| Olympiër                                                        | Onderdeel                | Resultaat | Prestatie                                                                        |
| --------------------------------------------------------------- | ------------------------ | --------- | -------------------------------------------------------------------------------- |
| Nobuharu Asahara                                                | 100m (m)                 | 10e       | serie 11: 2de in 10,28 kwartfinale 1: 2de in 10,19 halve finale 1: 5de in 10,16  |
| Hiroyasu Tsuchie                                                | 100m (m)                 | 66e       | serie 5: 5de in 10,58                                                            |
| Koji Ito                                                        | 200m (m)                 | 10e       | serie 10: 1ste in 20,56 kwartfinale 3: 2de in 20,47 halve finale 2: 6de in 20,45 |
| Takahiro Mazuka                                                 | 200m (m)                 | 60e       | serie 1: 7de in 21,13                                                            |
| Shigekazu Omori                                                 | 400m (m)                 | 35e       | serie 3: 4de in 46,30                                                            |
| Katsuhiko Hanada                                                | 10000m (m)               | 27e       | serie 1: 13de in 28.52,22                                                        |
| Toshinari Takaoka                                               | 10000m (m)               | 23e       | serie 2: 12de in 28.38,13                                                        |
| Yasuyuki Watanabe                                               | 10000m (m)               | DNS       | serie 1: niet gestart                                                            |
| Shunji Karube                                                   | 400m horden (m)          | 16e       | serie 7: 5de in 48,96                                                            |
| Hideaki Kawamura                                                | 400m horden (m)          | 32e       | serie 4: 4de in 49,88                                                            |
| Kazuhiko Yamazaki                                               | 400m horden (m)          | 17e       | serie 1: 3de in 49,07                                                            |
| Koji Ito Hiroyasu Tsuchie Satoru Inoue Nobuharu Asahara         | 4x100m (m)               | DSQ       | gediskwalificeerd                                                                |
| Shunji Karube Koji Ito Jun Osakada Shigekazu Omori Kenji Tabata | 4x400m (m)               | 5e        | 3.00,76                                                                          |
| Kenjiro Jitsui                                                  | marathon (m)             | 93e       | 2:33.27                                                                          |
| Masaki Oya                                                      | marathon (m)             | 54e       | 2:22.13                                                                          |
| Hiromi Taniguchi                                                | marathon (m)             | 19e       | 2:17.26                                                                          |
| Daisuke Ikeshima                                                | 20km snelwandelen (m)    | 22e       | 1:24.54                                                                          |
| Tadahiro Kosaka                                                 | 50km snelwandelen (m)    | 29e       | 4:05.57                                                                          |
| Nobuharu Asahara                                                | verspringen (m)          | 36e       | kwalificatie: 36ste met 7,46m                                                    |
| Tomohiro Nomura                                                 | hoogspringen (m)         | 27e       | kwalificatie groep A: 14de met 2,15m                                             |
| Teruyasu Yonekura                                               | polsstokhoogspringen (m) | 30e       | kwalificatie groep A: 15de met 5,20m                                             |
|                                                                 |                          |           |                                                                                  |
| Harumi Hiroyama                                                 | 5000m (v)                | 28e       | 15.50,43                                                                         |
| Yoshiko Ichikawa                                                | 5000m (v)                | 35e       | 15.58,90                                                                         |
| Michiko Shimizu                                                 | 5000m (v)                | 4e        | 15.09,05                                                                         |
| Masako Chiba                                                    | 10000m (v)               | 5e        | 31.20,62                                                                         |
| Yuko Kawakami                                                   | 10000m (v)               | 7e        | 31.23,23                                                                         |
| Hiromi Suzuki                                                   | 10000m (v)               | 16e       | 32.43,39                                                                         |
| Yvonne Kanazawa                                                 | 100m horden (v)          | 34e       | serie 2: 5de in 13,30                                                            |
| Yuko Arimori                                                    | marathon (v)             | Brons     | 2:28.39                                                                          |
| Junko Asari                                                     | marathon (v)             | 17e       | 2:34.31                                                                          |
| Izumi Maki                                                      | marathon (v)             | 12e       | 2:32.35                                                                          |
| Yuka Mitsumori                                                  | 10km snelwandelen (v)    | DSQ       | gediskwalificeerd                                                                |
| Akiko Miyajima                                                  | speerwerpen (v)          | 29e       | kwalificatie groep B: 15de met 53,98m                                            |

### Badminton
| Olympiër                      | Onderdeel      | Resultaat | Prestatie |
| ----------------------------- | -------------- | --------- | --- |
| Fumihiko Machida              | enkelspel (m)  | 9e        | 1ste ronde: W van MRI Beehary: 2-0 (15-11, 15-5) 2de ronde: W van THA Kitikul: 2-0 (15-7, 15-11) 3de ronde: V van KOR Park: 0-2 (8-15, 9-15)     |
|                               |                |           | |
| Hisako Mizui                  | enkelspel (v)  | 9e        | 1ste ronde: W van MRI Jean-Pierre: 2-0 (11-2, 11-1) 2de ronde: W van RUS Rybkhinal: 2-0 (11-1, 11-8) 3de ronde: V van KOR Kim: 0-2 (4-11, 0-11)  |
| Yasuko Mizui                  | enkelspel (v)  | 9e        | 1ste ronde: W van AUS Campbell: 2-1 (11-0, 8-11, 11-7) 2de ronde: W van SUI Wibowo: 2-0 (11-4, 11-6) 3de ronde: V van KOR Bang: 0-2 (2-11, 3-11) |
| Tomomi Matsuo Masako Sakamoto | dubbelspel (v) | 9e        | 1ste ronde: W van BUL Koleva/Nedjalkova: 2-0 (15-0, 15-4) 2de ronde: V van KOR Gil/Jang: 0-2 (7-15, 6-15)                                        |
| Tomomi Matsuo Masako Sakamoto | dubbelspel (v) | 17e       | 1ste ronde: V van KOR Kim/Kim: 0-2 (12-15, 13-18)                                                                                                |

### Basketbal
| Olympiër | Onderdeel | Resultaat | Prestatie |
| --- | --------- | --------- | --- |
| Aki Ichijo Chikako Murakami Taeko Oyama Mikiko Hagiwara Kikuko Mikawa Kagari Yamada Takako Kato Yuka Harada Akemi Okazato Mayumi Kawasaki Mutsuko Nagata Noriko Hamaguchi | vrouwen   | 7e        | groep A: 4de V van Rusland: 63-73 W van China: 75-72 V van Brazilië: 80-100 V van Italië: 52-66 W van Canada: 95-85 kwartfinale: V van Verenigde Staten: 93-108 5-8ste plek: V van Rusland: 69-80 7-8ste plek: W van Italië: 81-69 |

| Groep A |          |             |             |             |        |        |        |        |
| #       | Land     | Wedstrijden | Wedstrijden | Wedstrijden | Punten | Punten | Punten | Punten |
| #       | Land     | G           | W           | V           | V      | T      | Saldo  | Punten |
| 1       | Brazilië | 5           | 5           | 0           | 424    | 360    | +64    | 10     |
| 2       | Rusland  | 5           | 4           | 1           | 378    | 342    | +36    | 9      |
| 3       | Italië   | 5           | 3           | 2           | 330    | 309    | +21    | 8      |
| 4       | Japan    | 5           | 2           | 3           | 365    | 396    | -31    | 7      |
| 5       | China    | 5           | 1           | 4           | 347    | 378    | -31    | 6      |
| 6       | Canada   | 5           | 0           | 5           | 293    | 352    | -59    | 5      |

| Ronde       | Datum   | Plaats           | Land   | Score   | Land |
| ----------- | ------- | ---------------- | ------ | ------- | ---- |
| Groepsfase  |         |                  |        |         |      |
| 21 juli     | Atlanta | Japan            | 63-73  | Rusland |      |
| 23 juli     | Atlanta | China            | 72-75  | Japan   |      |
| 25 juli     | Atlanta | Brazilië         | 100-80 | Japan   |      |
| 27 juli     | Atlanta | Japan            | 52-66  | Italië  |      |
| 29 juli     | Atlanta | Canada           | 85-95  | Japan   |      |
| Kwartfinale |         |                  |        |         |      |
| 31 juli     | Atlanta | Verenigde Staten | 108-93 | Japan   |      |
| 5-8ste plek |         |                  |        |         |      |
| 1 augustus  | Atlanta | Japan            | 69-80  | Rusland |      |
| 7-8ste plek |         |                  |        |         |      |
| 2 augustus  | Atlanta | Italië           | 69-81  | Japan   |      |

### Boksen
| Olympiër           | Onderdeel   | Resultaat | Prestatie                                                            |
| ------------------ | ----------- | --------- | -------------------------------------------------------------------- |
| Kazumasa Tsujimoto | -51kg (m)   | 17e       | 1ste ronde: V van ARM Papyan: 5-10                                   |
| Fumitaka Nitami    | -63,5kg (m) | 17e       | 1ste ronde: V van RUS Zakharov: 6-21                                 |
| Hirokuni Moto      | -75kg (m)   | 9e        | 1ste ronde: W van CHN Tao: 15-10 2de ronde: V van POL Borowski: 6-11 |

### Boogschieten
| Olympiër                  | Onderdeel       | Resultaat | Prestatie |
| ------------------------- | --------------- | --------- | --- |
| Takayoshi Matsushita      | individueel (m) | 27e       | plaatsingsronde: 25ste met 657 punten 1ste ronde: W van SWE Bjerendal: 163-162 2de ronde: V van TPE Hsieh: 156-157        |
| Hiroshi Yamamoto          | individueel (m) | 19e       | plaatsingsronde: 13de met 665 punten 1ste ronde: W van MEX Gonzalez: 155-154 2de ronde: V van FRA Torres: 163-164         |
|                           |                 |           | |
| Kinue Kodama              | individueel (v) | 24e       | plaatsingsronde: 52ste met 613 punten 1ste ronde: W van RUS Murzayeva: 159-147 2de ronde: V van RUS Galinovskaya: 151-155 |
| Misato Koide              | individueel (v) | 19e       | plaatsingsronde: 58ste met 583 punten 1ste ronde: V van MDA Valeeva: 141-159                                              |
| Ai Ouchi                  | individueel (v) | 19e       | plaatsingsronde: 43ste met 631 punten 1ste ronde: V van SWE Sjovall: 152-152 (8-9)                                        |
| Kinue Kodama Misato Koide | team (v)        | 14e       | plaatsingsronde: 14de met 1827 punten 1ste ronde: V van China: 217-222                                                    |

### Gewichtheffen
| Olympiër             | Onderdeel  | Resultaat | Prestatie                                                        |
| -------------------- | ---------- | --------- | ---------------------------------------------------------------- |
| Toshiyuki Notomi     | -54kg (m)  | 10e       | trekken: 9de met 110kg stoten: 10de met 140kg totaal: 250kg      |
| Hiroshi Ikehata      | -59kg (m)  | 4e        | trekken: 7de met 132,5kg stoten: 3de met 165kg totaal: 297,5kg   |
| Yoshihisa Miyaji     | -64kg (m)  | 10e       | trekken: 6de met 140kg stoten: 20ste met 157,5kg totaal: 297,5kg |
| Masato Tachibana     | -64kg (m)  | 15e       | trekken: 19de met 125kg stoten: 9de met 162,5kg totaal: 287,5kg  |
| Noriaki Horikoshi    | -70kg (m)  | 19e       | trekken: 19de met 137,5kg stoten: 17de met 170kg totaal: 307,5kg |
| Yoshimitsu Nishimoto | -99kg (m)  | 15e       | trekken: 19de met 155kg stoten: 12de met 200kg totaal: 355kg     |
| Hisaya Yoshimoto     | -108kg (m) | 15e       | trekken: 15de met 170kg stoten: 15de met 190kg totaal: 360kg     |

### Gymnastiek
| Olympiër                                                                                         | Onderdeel                | Resultaat | Prestatie                                                               |
| Ritmisch                                                                                         | Ritmisch                 | Ritmisch  | Ritmisch                                                                |
| ------------------------------------------------------------------------------------------------ | ------------------------ | --------- | ----------------------------------------------------------------------- |
| Miho Yamada                                                                                      | individueel (v)          | 20e       | voorronde: 18de met 37,131 punten halve finale: 20ste met 36,265 punten |
| Akane Yamao                                                                                      | individueel (v)          | 18e       | voorronde: 19de met 37,116 punten halve finale: 18de met 36,799 punten  |
| Turnen                                                                                           |                          |           |                                                                         |
| Yoshiaki Hatakeda                                                                                | paard met bogen (m)      | 5e        | 9,712 punten                                                            |
| Yoshiaki Hatakeda                                                                                | individuele meerkamp (m) | 15e       | kwalificatie: 25ste met 113,174 punten finale: 15de met 57,211 punten   |
| Shigeru Kurihara                                                                                 | individuele meerkamp (m) | 45e       | kwalificatie: 45ste met 110,512 punten                                  |
| Toshiharu Sato                                                                                   | individuele meerkamp (m) | 40e       | kwalificatie: 40ste met 112,787 punten                                  |
| Hikaru Tanaka                                                                                    | individuele meerkamp (m) | 19e       | kwalificatie: 18de met 113,649 punten finale: 19de met 56,999 punten    |
| Naoya Tsukahara                                                                                  | individuele meerkamp (m) | 12e       | kwalificatie: 14de met 114,147 punten finale: 12de met 57,561 punten    |
| Takashi Uchiyama                                                                                 | individuele meerkamp (m) | 54e       | kwalificatie: 54ste met 109,600 punten                                  |
| Yoshiaki Hatakeda Shigeru Kurihara Toshiharu Sato Hikaru Tanaka Naoya Tsukahara Takashi Uchiyama | meerkamp team (m)        | 10e       | 566,019 punten                                                          |
|                                                                                                  |                          |           |                                                                         |
| Miho Hashiguchi                                                                                  | individuele meerkamp (v) | 60e       |                                                                         |
| Naho Hoshiyama                                                                                   | individuele meerkamp (v) | 57e       |                                                                         |
| Hanako Miura                                                                                     | individuele meerkamp (v) | 68e       |                                                                         |
| Satsuki Obata                                                                                    | individuele meerkamp (v) | 101e      |                                                                         |
| Masumi Okawa                                                                                     | individuele meerkamp (v) | 94e       |                                                                         |
| Aya Sekine                                                                                       | individuele meerkamp (v) | 79e       |                                                                         |
| Risa Sugawara                                                                                    | individuele meerkamp (v) | 29e       | 37,399 punten                                                           |
| Miho Hashiguchi Naho Hoshiyama Hanako Miura Satsuki Obata Masumi Okawa Aya Sekine Risa Sugawara  | meerkamp team (v)        | 12e       | 367,062 punten                                                          |

### Honkbal
| Olympiër | Onderdeel | Resultaat | Prestatie |
| --- | --------- | --------- | --- |
| Masanori Sugiura Takayuki Takabayashi Yoshitomo Tani Hitoshi Ono Yasuyuki Saigo Tomoaki Sato Daishin Nakamura Masahiro Nojima Hideaki Okubo Koichi Misawa Masahiko Mori Masao Morinaka Takashi Kurosu Takao Kuwamoto Nobuhiko Matsunaka Takeo Kawamura Jutaro Kimura Kosuke Fukudome Tadahito Iguchi Makoto Imaoka | mannen    | Zilver    | groepsfase: 3de W van Nederland: 12-2 V van Cuba: 7-8 V van Australië: 6-9 V van Verenigde Staten: 5-15 W van Nicaragua: 13-6 W van Zuid-Korea: 14-4 W van Italië: 12-1 halve finale: W van Verenigde Staten: 11-2 finale: V van Cuba: 9-13 |

| Groep B |                  |             |             |             |
| #       | Land             | Wedstrijden | Wedstrijden | Wedstrijden |
| #       | Land             | G           | W           | V           |
| 1       | Cuba             | 7           | 7           | 0           |
| 2       | Verenigde Staten | 7           | 6           | 1           |
| 3       | Japan            | 7           | 4           | 3           |
| 4       | Nicaragua        | 7           | 4           | 3           |
| 5       | Nederland        | 7           | 2           | 5           |
| 6       | Italië           | 7           | 2           | 5           |
| 5       | Australië        | 7           | 2           | 5           |
| 6       | Zuid-Korea       | 7           | 1           | 6           |

| Ronde        | Datum   | Plaats           | Land | Score            | Land |
| ------------ | ------- | ---------------- | ---- | ---------------- | ---- |
| Groepsfase   |         |                  |      |                  |      |
| 20 juli      | Atlanta | Japan            | 12-2 | Nederland        |      |
| 21 juli      | Atlanta | Japan            | 7-8  | Cuba             |      |
| 23 juli      | Atlanta | Australië        | 9-6  | Japan            |      |
| 25 juli      | Atlanta | Verenigde Staten | 15-5 | Japan            |      |
| 27 juli      | Atlanta | Japan            | 13-6 | Nicaragua        |      |
| 29 juli      | Atlanta | Zuid-Korea       | 4-14 | Japan            |      |
| 30 juli      | Atlanta | Italië           | 1-12 | Japan            |      |
| Halve finale |         |                  |      |                  |      |
| 1 augustus   | Atlanta | Japan            | 11-2 | Verenigde Staten |      |
| Finale       |         |                  |      |                  |      |
| 2 augustus   | Atlanta | Japan            | 9-13 | Cuba             |      |

### Judo
| Olympiër          | Onderdeel | Resultaat | Prestatie |
| ----------------- | --------- | --------- | --- |
| Tadahiro Nomura   | -60kg (m) | Goud      | 1ste ronde: vrij 2de ronde: W van HON Carcamo 3de ronde: W van RUS Ozhegin kwartfinale: W van ALG Meridja halve finale: W van MGL Narmandakh finale: W van ITA Giovinazzo                       |
| Yukimasa Nakamura | -65kg (m) | Zilver    | 1ste ronde: vrij 2de ronde: W van RUS Matsiev 3de ronde: W van MGL Nyamlkhagva kwartfinale: W van BUL Netov halve finale: W van HUN Csák finale: V van GER Quellmalz                            |
| Kenzo Nakamura    | -71kg (m) | Goud      | 1ste ronde: vrij 2de ronde: W van AUT Schleicher 3de ronde: W van ALG Harkat kwartfinale: W van GER Schmidt halve finale: W van MGL Boldbaatar finale: W van KOR Kwak                           |
| Toshihiko Koga    | -78kg (m) | Zilver    | 1ste ronde: vrij 2de ronde: W van TPE Lo 3de ronde: W van POL Wołkowicz kwartfinale: W van BRA Canto halve finale: W van KOR Cho finale: V van FRA Bouras                                       |
| Hidehiko Yoshida  | -86kg (m) | 5e        | 1ste ronde: vrij 2de ronde: V van ROU Croitoru herkansingen: W van UKR Mashurenko herkansingen 2: W van FRA Yandzi herkansingen 3: W van RUS Maltsev bronzen finale: V van GER Spittka          |
| Yoshio Nakamura   | -95kg (m) | 7e        | 1ste ronde: vrij 2de ronde: W van CRC Gómez 3de ronde: W van GEO Lobzhanidze kwartfinale: V van FRA Traineau herkansingen: W van NZL Gowing herkansingen 2: V van NED Sonnemans                 |
| Naoya Ogawa       | +95kg (m) | 5e        | 1ste ronde: vrij 2de ronde: W van NCA Betancourt 3de ronde: W van GRE Papaionno kwartfinale: W van POL Kubacki halve finale: V van FRA Douillet bronzen finale: V van GER Möller                |
|                   |           |           | |
| Ryoko Tamura      | -48kg (v) | Zilver    | 1ste ronde: W van BLR Moskvina 2de ronde: W van HON Maldonado kwartfinale: W van ITA Tortora halve finale: W van CUB Savón finale: V van PRK Sun                                                |
| Noriko Sugawara   | -52kg (v) | Brons     | 1ste ronde: W van CHN Wang 2de ronde: W van IND Thakur kwartfinale: V van CUB Verdecia herkansingen: W van GER von Schwichow herkansingen 2: W van ARG Mariani bronzen finale: W van POL Krause |
| Noriko Mizoguchi  | -56kg (v) | 9e        | 1ste ronde: W van SWE Myren 2de ronde: W van CAN Morneau kwartfinale: V van KOR Jung herkansingen: V van BEL Lomba                                                                              |
| Yuko Emoto        | -61kg (v) | Goud      | 1ste ronde: W van RUS Bogomyagkova 2de ronde: W van FRA Fleury-Vachon kwartfinale: W van ISR Arad halve finale: W van NED Gal finale: W van BEL Vandecaveye                                     |
| Risa Kazumi       | -66kg (v) | 14e       | 1ste ronde: W van CZE Štusáková 2de ronde: V van JPN Kazumi |
| Yoko Tanabe       | -72kg (v) | Zilver    | 1ste ronde: vrij 2de ronde: W van GER Ertel kwartfinale: W van GBR Howey halve finale: W van FRA Essombe finale: V van BEL Werbrouck                                                            |
| Noriko Anno       | +72kg (v) | 18e       | 1ste ronde: V van BRA da Silva |

### Kanovaren
| Olympiër                                                | Onderdeel    | Resultaat | Prestatie                                                                                |
| Slalom                                                  | Slalom       | Slalom    | Slalom                                                                                   |
| ------------------------------------------------------- | ------------ | --------- | ---------------------------------------------------------------------------------------- |
| Masanari Mochida                                        | C-1 (m)      | 22e       | 180,45                                                                                   |
| Tsuyoshi Fujino                                         | K-1 (m)      | 36e       | 167,26                                                                                   |
|                                                         |              |           |                                                                                          |
| Hiroko Kobayashi                                        | K-1 (v)      | 17e       | 183,66                                                                                   |
| Vlakwater                                               |              |           |                                                                                          |
| Sayuri Maruyama                                         | K-1 500m (v) | 14e       | serie 1: 4de in 1.58,160 herkansingen: 1ste in 2.04,829 halve finale 2: 8ste in 1.54,943 |
| Chieko Akagi Asako Watanabe                             | K-2 500m (v) | 20e       | serie 3: 6de in 1.52,109 herkansingen: 6de in 1.57,944                                   |
| Sayuri Maruyama Keiko Muto Asako Watanabe Natsuki Nishi | K-4 500m (v) | 16e       | serie 1: 8ste in 1.49,505 halve finale 1: 6de in 1.45,996                                |

### Paardensport
| Olympiër                                                       | Onderdeel   | Resultaat | Prestatie                                 |
| Eventing                                                       | Eventing    | Eventing  | Eventing                                  |
| -------------------------------------------------------------- | ----------- | --------- | ----------------------------------------- |
| Shigeyuki Hosono                                               | individueel | DNF       | niet gefinisht                            |
| Yoshihiko Kowata                                               | individueel | DNF       | niet gefinisht                            |
| Masaru Fuse Kazuhiro Iwatani Yoshihiko Kowata Takeaki Tsuchiya | team        | 7e        | 161,60 strafpunten                        |
| Springconcours                                                 |             |           |                                           |
| Kenji Morimoto                                                 | individueel | DNF       | niet gefinisht                            |
| Yoshihiro Nakano                                               | individueel | 57e       | kwalificatie: 57ste met 44,50 strafpunten |
| Takeshi Shirai                                                 | individueel | 29e       | kwalificatie: 29ste met 14,75 strafpunten |
| Taizo Sugitani                                                 | individueel | 62e       | kwalificatie: 62ste met 48,75 strafpunten |
| Kenji Morimot Taizo Sugitani Yoshihiro Nakano Takeshi Shirai   | team        | 14e       | 32,25 strafpunten                         |

### Roeien
| Olympiër                                                            | Onderdeel              | Resultaat | Prestatie |
| ------------------------------------------------------------------- | ---------------------- | --------- | --- |
| Daisaku Takeda                                                      | skiff (m)              | 20e       | serie 1: 6de in 7.56,93 herkansingen: 5de in 7.59,77 halve finale C/D: 4de in 7.32,63 finale D: 2de in 7.45,23 |
| Kenichi Obinata Hitoshi Hase                                        | lichte dubbel-twee (m) | 15e       | serie 4: 3de in 6.56,17 herkansingen: 4de in 6.24,68 halve finale C/D: 2de in 6.45,08 finale C: 3de in 6.56,13 |
| Takeshi Kodama Kazuhiko Kurata                                      | twee-zonder (m)        | 18e       | serie 3: 6de in 7.06,56 herkansingen: 5de in 7.36,68 finale C: 6de in 7.21,31                                  |
| Katsuhiko Nakamizo Yasunori Tanabe Michinori Iwaguro Kazuaki Mimoto | lichte vier-zonder (m) | 16e       | serie 2: 5de in 6.30,16 herkansingen: 4de in 6.06,77 finale C: 4de in 6.28,60                                  |
|                                                                     |                        |           | |
| Ayako Yoshida Noriko Shibuta                                        | lichte dubbel-twee (v) | 13e       | serie 2: 5de in 7.55,99 herkansingen: 4de in 7.15,61 finale C: 1ste in 7.44,81                                 |

### Schermen
| Olympiër                           | Onderdeel      | Resultaat | Prestatie                                 |
| ---------------------------------- | -------------- | --------- | ----------------------------------------- |
| Hiroki Ichigatani                  | floret (m)     | 41e       | 1ste ronde: V van POL Kiełpikowski: 13-15 |
|                                    |                |           |                                           |
| Yuko Arai                          | degen (v)      | 42e       | 1ste ronde: V van CUB García: 13-15       |
| Noriko Kubo                        | degen (v)      | 40e       | 1ste ronde: V van CHN Yan: 10-15          |
| Nanae Tanaka                       | degen (v)      | 46e       | 1ste ronde: V van RUS Aznavuryan: 5-15    |
| Nanae Tanaka Noriko Kubo Yuko Arai | degen team (v) | 9e        | 1ste ronde: V van Rusland: 33-45          |

### Schietsport
| Olympiër         | Onderdeel                  | Resultaat | Prestatie                                                              |
| ---------------- | -------------------------- | --------- | ---------------------------------------------------------------------- |
| Naoki Kurita     | 10m luchtgeweer (m)        | 38e       | kwalificatie: 38ste met 577 punten                                     |
| Masaru Yanagida  | 10m luchtgeweer (m)        | 22e       | kwalificatie: 22ste met 587 punten                                     |
| Naoki Kurita     | 50m geweer 3 houdingen (m) | 37e       | kwalificatie: 37ste met 1155 punten (400-374-381)                      |
| Masaru Yanagida  | 50m geweer 3 houdingen (m) | 28e       | kwalificatie: 28ste met 1158 punten (395-383-380)                      |
| Naoki Kurita     | 50m geweer liggend (m)     | 30e       | kwalificatie: 30ste met 592 punten                                     |
| Masaru Yanagida  | 50m geweer liggend (m)     | 42e       | kwalificatie: 42ste met 589 punten                                     |
| Masaru Nakashige | 50m pistool (m)            | 11e       | kwalificatie: 11de met 560 punten                                      |
| Tomohiro Kida    | 25m snelvuurpistool (m)    | 12e       | kwalificatie: 12de met 583 punten (290-283)                            |
| Tomohiro Kida    | 10m luchtpistool (m)       | 29e       | kwalificatie: 29ste met 574 punten                                     |
| Masaru Nakashige | 10m luchtpistool (m)       | 48e       | kwalificatie: 48ste met 567 punten                                     |
| Soichiro Ito     | skeet (m)                  | 15e       | kwalificatie: 15de met 120 punten (72-48)                              |
|                  |                            |           |                                                                        |
| Masami Iwaki     | 10m luchtgeweer (v)        | 31e       | kwalificatie: 31ste met 387 punten                                     |
| Yoko Minamoto    | 10m luchtgeweer (v)        | 39e       | kwalificatie: 39ste met 385 punten                                     |
| Yoko Minamoto    | 50m geweer 3 houdingen (v) | 26e       | kwalificatie: 26ste met 573 punten (196-183-194)                       |
| Yoko Inada       | 25m pistool (v)            | 35e       | kwalificatie: 35ste met 563 punten (287-276)                           |
| Yoko Inada       | 10m luchtpistool (v)       | 15e       | kwalificatie: 15de met 379 punten                                      |
| Yoshiko Kira     | dubbeltrap (v)             | 6e        | kwalificatie: 3de met 105 punten (33-35-37) finale: 6de met 132 punten |

### Schoonspringen
| Olympiër       | Discipline    | Resultaat | Prestatie                                                                                            |
| -------------- | ------------- | --------- | --- |
| Keita Kaneto   | 10m toren (m) | 19e       | voorronde: 19de met 339,18 punten                                                                    |
| Ken Terauchi   | 10m toren (m) | 10e       | voorronde: 9de met 381,51 punten halve finale: 10de met 555,90 punten finale: 10de met 559,89 punten |
|                |               |           | |
| Yuki Motobuchi | 3m plank (v)  | 6e        | voorronde: 11de met 262,71 punten halve finale: 11de met 472,71 punten finale: 6de met 506,04 punten |

### Softbal
| Olympiër | Discipline | Resultaat | Prestatie |
| --- | ---------- | --------- | --- |
| Misako Ando Yoshiko Fujimoto Ikuko Fukita Noriko Harada Mayumi Inoue Chika Kodama Kyoko Kobayashi Naomi Matsumoto Kyoko Mochida Haruka Saito Juri Takayama Emi Tsukada Masako Watanabe Tomoko Watanabe Noriko Yamaji | vrouwen    | 4e        | groepsfase: 4de W van Nederland: 3-0 W van China: 3-0 V van Verenigde Staten: 1-6 W van Canada: 4-0 V van Australië: 0-10 W van Puerto Rico: 8-1 W van Chinees Taipei: 5-1 halve finale: V van Australië: 0-3 |

| Groepsfase |                  |             |             |             |        |        |        |        |        |
| #          | Land             | Wedstrijden | Wedstrijden | Wedstrijden | Punten | Punten | Punten | Punten | Punten |
| #          | Land             | G           | W           | V           | RV     | RT     | Saldo  | Ptn    |        |
| 1          | Verenigde Staten | 7           | 6           | 1           | 37     | 7      | +30    | .857   |        |
| 2          | China            | 7           | 5           | 2           | 29     | 7      | +22    | .714   |        |
| 3          | Australië        | 7           | 5           | 2           | 29     | 11     | +18    | .714   |        |
| 4          | Japan            | 7           | 5           | 2           | 24     | 18     | +6     | .714   |        |
| 5          | Canada           | 7           | 3           | 4           | 15     | 18     | -3     | .429   |        |
| 6          | Chinees Taipei   | 7           | 2           | 5           | 19     | 19     | 0      | .286   |        |
| 7          | Nederland        | 7           | 1           | 6           | 4      | 32     | -28    | .143   |        |
| 8          | Puerto Rico      | 7           | 1           | 6           | 5      | 44     | -39    | .143   |        |

| Ronde        | Datum   | Plaats    | Land | Score            | Land |
| ------------ | ------- | --------- | ---- | ---------------- | ---- |
| Groepsfase   |         |           |      |                  |      |
| 21 juli      | Atlanta | Japan     | 3-0  | Nederland        |      |
| 22 juli      | Atlanta | China     | 0-3  | Japan            |      |
| 23 juli      | Atlanta | Japan     | 1-6  | Verenigde Staten |      |
| 24 juli      | Atlanta | Canada    | 0-4  | Japan            |      |
| 25 juli      | Atlanta | Australië | 10-0 | Japan            |      |
| 26 juli      | Atlanta | Japan     | 8-1  | Puerto Rico      |      |
| 27 juli      | Atlanta | Japan     | 5-1  | Chinees Taipei   |      |
| Halve finale |         |           |      |                  |      |
| 29 juli      | Atlanta | Australië | 3-0  | Japan            |      |

### Synchroonzwemmen
| Olympiër | Discipline | Resultaat | Prestatie     |
| --- | ---------- | --------- | ------------- |
| Junko Tanaka Miya Tachibana Kaori Takahashi Miho Takeda Miho Kawabe Akiko Kawase Riho Nakajima Raika Fujii Mayuko Fujiki Rei Jimbo | team       | Brons     | 97,753 punten |

### Tafeltennis
| Olympiër                          | Discipline     | Resultaat | Prestatie |
| --------------------------------- | -------------- | --------- | --- |
| Kōji Matsushita                   | enkelspel (m)  | 9e        | groep O: 1ste W van INA Suseno: 2-0 W van POL Grubba: 2-1 W van CAN Ng: 2-0 2de ronde: V van CHN Liu: 0-3 (18-21, 10-21, 17-21)                                                                          |
| Hiroshi Shibutani                 | enkelspel (m)  | 17e       | groep E: 2de V van GER Roßkopf: 0-2 W van HKG Lo: 2-0 W van MEX Muñoz: 2-0 |
| Toshio Tasaki                     | enkelspel (m)  | 33e       | groep A: 3de W van SUD Osama: 2-0 V van CHN Kong: 0-2 V van TPE Chiang: 0-2 |
| Kōji Matsushita Hiroshi Shibutani | dubbelspel (m) | 5e        | groep H: 1ste W van YUG Grujić/Lupulesku: 2-0 W van NGR Olaleye/Toriola: 2-0 W van CZE Korbel/Plachý: 2-0 kwartfinale: V van CHN Kong/Liu: 0-3 (15-21, 19-21, 15-21)                                     |
| Toshio Tasaki Ryo Yuzawa          | dubbelspel (m) | 17e       | groep B 3de V van SWE Persson / Waldner: 1-2 V van NED Heister / Keen: 1-2 W van CHI Marengo/Salamanca: 2-1                                                                                              |
|                                   |                |           | |
| Chire Koyama                      | enkelspel (v)  | 5e        | groep H: 1ste W van DOM Alejo: 2-0 W van RUS Palina: 2-1 W van CZE Dobešová: 2-0 2de ronde: W van PRK Tu: 3-2 (21-12, 22-20, 16-21, 17-21, 21-16) kwartfinale: V van CHN Qiao: 0-3 (18-21, 19-21, 16-21) |
| Rika Sato                         | enkelspel (v)  | 17e       | groep B: 2de W van UGA Musoke: 2-0 V van CHN Qiao: 0-2 W van FRA Wang-Dréchou: 2-0 |
| Taeko Todo                        | enkelspel (v)  | 33e       | groep G: 2de V van GER Struse: 1-2 W van CRO Boroš: 2-0 W van TUN Touati: 2-0 |
| Chire Koyama Taeko Todo           | dubbelspel (m) | 5e        | groep G: 1ste W van GER Schall/Struse: 2-1 W van NED Keen / Hooman-Kloppenburg: 2-0 W van ITA Arisi / Negrisoli: 2-1 kwartfinale: V van CHN Wei/Qiao: 0-3 (9-21, 15-21, 15-21)                           |
| Fumiyo Kaizu Rika Sato            | dubbelspel (m) | 9e        | groep H: 2de V van KOR Kyung-Ae/Moo-Kyo: 0-2 W van BRA Doti/Kosaka: 2-0 W van CRO Aganovic/Boroš: 2-0 |

### Tennis
| Olympiër                      | Discipline     | Resultaat | Prestatie |
| ----------------------------- | -------------- | --------- | --- |
| Shuzo Matsuoka                | enkelspel (m)  | 33e       | 1ste ronde: V van GBR Henman: 6-7, 3-6 |
| Satoshi Iwabuchi Takao Suzuki | dubbelspel (m) | 9e        | 1ste ronde: W van VEN Bianchi/Pereira: 6-4, 6-7, 8-6 2de ronde: V van ESP Bruguera/Carbonell: 7-6, 2-6, 5-7                                                              |
|                               |                |           | |
| Kimiko Date                   | enkelspel (v)  | 5e        | 1ste ronde: W van MAD Randriantefy: 6-0, 6-1 2de ronde: W van HUN Csurgó: 6-2, 6-3 3de ronde: W van BUL Maleeva: 6-4, 6-4 kwartfinale: V van ESP Vicario: 6-4, 3-6, 8-10 |
| Naoko Sawamatsu               | enkelspel (v)  | 17e       | 1ste ronde: W van KOR Park: 6-3, 4-6, 6-3 2de ronde: V van USA Davenport: 2-6, 2-6                                                                                       |
| Ai Sugiyama                   | enkelspel (v)  | 9e        | 1ste ronde: W van SVK Studenikova: 6-2, 6-3 2de ronde: W van SUI Hingis: 6-4, 6-4 3de ronde: V van CZE Novotná: 3-6, 4-6                                                 |
| Kyoko Nagatsuka Ai Sugiyama   | dubbelspel (v) | 17e       | 1ste ronde: V van CAN Hetherington/Hy-Boulais: 6-7(2), 1-6 |

### Voetbal

#### Mannen
| Olympiër | Discipline | Resultaat | Prestatie                                                                |
| --- | ---------- | --------- | ------------------------------------------------------------------------ |
| Yoshikatsu Kawaguchi Hiroyuki Shirai Hideto Suzuki Yuji Hironaga Makoto Tanaka Toshihiro Hattori Masakiyo Maezono Teruyoshi Ito Shoji Jo Akihiro Endo Shigeru Morioka Kenichi Uemura Naoki Matsuda Hidetoshi Nakata Tadahiro Akiba Yoshika Matsubara Ryuji Michiki Takashi Shimoda | mannen     | 9e        | groep D: 3de W van Brazilië: 1-0 V van Nigeria: 0-2 W van Hongarije: 3-2 |

| Groep D |           |             |             |             |             |            |            |            |        |
| #       | Land      | Wedstrijden | Wedstrijden | Wedstrijden | Wedstrijden | Doelpunten | Doelpunten | Doelpunten | Punten |
| #       | Land      | G           | W           | G           | V           | V          | T          | Saldo      | Punten |
| 1       | Brazilië  | 3           | 2           | 0           | 1           | 4          | 2          | +2         | 6      |
| 2       | Nigeria   | 3           | 2           | 0           | 1           | 3          | 1          | +2         | 6      |
| 3       | Japan     | 3           | 2           | 0           | 1           | 4          | 4          | 0          | 6      |
| 4       | Hongarije | 3           | 0           | 0           | 3           | 3          | 7          | -4         | 0      |

| Ronde      | Datum   | Plaats  | Land | Score     | Land |
| ---------- | ------- | ------- | ---- | --------- | ---- |
| Groepsfase |         |         |      |           |      |
| 21 juli    | Miami   | Japan   | 1-0  | Brazilië  |      |
| 23 juli    | Orlando | Nigeria | 2-0  | Japan     |      |
| 25 juli    | Orlando | Japan   | 3-2  | Hongarije |      |

#### Vrouwen
| Olympiër | Discipline | Resultaat | Prestatie                                                                  |
| --- | ---------- | --------- | -------------------------------------------------------------------------- |
| Junko Ozawa Yumi Tomei Rie Yamaki Maki Haneta Yumi Obe Kae Nishina Homare Sawa Asako Takakura Futaba Kioka Akemi Noda Etsuko Handa Tamaki Uchiyama Nami Otake Kaoru Kadohara Miyuki Izumi Shiho Onodera | vrouwen    | 7e        | groep F: 4de V van Duitsland: 2-3 V van Brazilië: 0-2 V van Noorwegen: 0-4 |

| Groep F |           |             |             |             |             |            |            |            |        |
| #       | Land      | Wedstrijden | Wedstrijden | Wedstrijden | Wedstrijden | Doelpunten | Doelpunten | Doelpunten | Punten |
| #       | Land      | G           | W           | G           | V           | V          | T          | Saldo      | Punten |
| 1       | Noorwegen | 3           | 2           | 1           | 0           | 9          | 4          | +5         | 7      |
| 2       | Brazilië  | 3           | 1           | 2           | 0           | 5          | 3          | +2         | 5      |
| 3       | Duitsland | 3           | 1           | 1           | 1           | 6          | 6          | 0          | 4      |
| 4       | Japan     | 3           | 0           | 0           | 3           | 2          | 9          | -7         | 0      |

| Ronde      | Datum         | Plaats    | Land | Score | Land |
| ---------- | ------------- | --------- | ---- | ----- | ---- |
| Groepsfase |               |           |      |       |      |
| 21 juli    | Birmingham    | Duitsland | 3-2  | Japan |      |
| 23 juli    | Birmingham    | Brazilië  | 2-0  | Japan |      |
| 25 juli    | Washington DC | Noorwegen | 4-0  | Japan |      |

### Volleybal

#### Beach
| Olympiër                        | Discipline | Resultaat | Prestatie |
| ------------------------------- | ---------- | --------- | --- |
| Shoji Setoyama Kazuyuki Takao   | mannen     | 17e       | 1ste ronde: V van GER Ahmann/Hager: 8-15 herkansingen: V van FRA Jodard/Penigaud: 12-15 |
|                                 |            |           | |
| Sachiko Fujita Yukiko Takahashi | vrouwen    | 5e        | 1ste ronde: V van AUS Fenwick/Spring: 10-15 herkansingen: W van INA Kaize/Rahayu: 15-0 herkansingen 2: W van USA Castro/Richardson: 15-6 herkansingen 3: W van GER Bühler/Müsch: 15-4 herkansingen 4: V van BRA Rodrigues/Samuel: 6-15 |
| Yuki Ishizaka Peko Nakano       | vrouwen    | 9e        | 1ste ronde: V van GER Bühler/Müsch: 8-15 herkansingen: W van FRA Lesage/Prawerman herkansingen 2: V van USA Fontana/Hanley: 6-15 |

#### Zaal
| Olympiër | Discipline | Resultaat | Prestatie |
| --- | ---------- | --------- | --- |
| Chieko Nakanishi Motoko Obayashi Aki Nagatomi Mika Yamauchi Tomoko Yoshihara Chiho Torii Kazumi Nakamura Kiyomi Sakamoto Mika Saiki Asako Tajimi Kayo Hoshino Ikumi Ogake | vrouwen    | 9e        | groep A: 5de V van Zuid-Korea: 0-3 (10-15, 12-15, 10-15) W van Oekraïne: 3-0 (15-9, 15-4, 15-5) V van Nederland: 0-3 (3-15, 10-15, 3-15) V van Verenigde Staten: 0-3 (11-15, 7-15, 12-15) V van China: 0-3 (14-16, 11-15, 10-15) |

| Groep A |                  |             |             |             |             |             |             |        |        |        |        |
| #       | Land             | Wedstrijden | Wedstrijden | Wedstrijden | Wedstrijden | Wedstrijden | Wedstrijden | Punten | Punten | Punten | Punten |
| #       | Land             | G           | W           | V           | SW          | SV          | SR          | SPW    | SPL    | Saldo  | Punten |
| 1       | China            | 5           | 5           | 0           | 15          | 3           | +12         | 256    | 181    | +75    | 10     |
| 2       | Verenigde Staten | 5           | 4           | 1           | 13          | 5           | +8          | 241    | 198    | +43    | 9      |
| 3       | Nederland        | 5           | 3           | 2           | 10          | 7           | +3          | 211    | 179    | +32    | 8      |
| 4       | Zuid-Korea       | 5           | 2           | 3           | 10          | 9           | +1          | 249    | 222    | +27    | 7      |
| 5       | Japan            | 5           | 1           | 4           | 3           | 12          | -9          | 158    | 199    | -41    | 6      |
| 6       | Oekraïne         | 5           | 0           | 5           | 0           | 15          | -15         | 89     | 225    | -136   | 5      |

| Ronde      | Datum   | Plaats           | Land | Score      | Land |
| ---------- | ------- | ---------------- | ---- | ---------- | ---- |
| Groepsfase |         |                  |      |            |      |
| 20 juli    | Atlanta | Japan            | 0-3  | Zuid-Korea |      |
| 22 juli    | Atlanta | Oekraïne         | 0-3  | Japan      |      |
| 24 juli    | Atlanta | Japan            | 0-3  | Nederland  |      |
| 26 juli    | Atlanta | Verenigde Staten | 3-0  | Japan      |      |
| 28 juli    | Atlanta | Japan            | 0-3  | China      |      |

### Wielersport
| Olympiër          | Discipline                    | Resultaat | Prestatie                                                                                             |
| Baan              | Baan                          | Baan      | Baan                                                                                                  |
| ----------------- | ----------------------------- | --------- | --- |
| Yuichiro Kamiyama | sprint (m)                    | 19e       | kwalificatie: 19de in 10,772 1ste ronde serie 6: V van AUS Hill herkansingen: V van GRE Vassilopoulus |
| Takanobu Jumonji  | tijdrit (m)                   | Brons     | 1.03,261                                                                                              |
| Masahiro Yasuhara | puntenkoers (m)               | 15e       | 2 punten                                                                                              |
|                   |                               |           | |
| Seiko Hashimoto   | individuele achtervolging (v) | 12e       | kwalificatie: 12de in 3.52,745                                                                        |
| Seiko Hashimoto   | puntenkoers (v)               | 9e        | 7 punten                                                                                              |
| Mountainbike      |                               |           | |
| Kyoshi Miura      | mannen                        | 26e       | 2:45.03                                                                                               |
|                   |                               |           | |
| Kanako Tanikawa   | vrouwen                       | 23e       | 2:05.44                                                                                               |
| Weg               |                               |           | |
| Kazuyuki Manabe   | wegwedstrijd (m)              | DNF       | niet gefinisht                                                                                        |
| Osamu Sumida      | wegwedstrijd (m)              | DNF       | niet gefinisht                                                                                        |

### Worstelen
| Olympiër           | Discipline  | Resultaat   | Prestatie |
| Vrije stijl        | Vrije stijl | Vrije stijl | Vrije stijl |
| ------------------ | ----------- | ----------- | --- |
| Hideo Sasayama     | -52kg (m)   | 9e          | 1ste ronde: W van SVK Kollar: 6-0 2de ronde: V van AZE Abdullayev: 0-11 herkansingen: W van FRA Legrand: 12-5 herkansingen 2: V van TUR Topaktaş: 1-5 |
| Sanshiro Abe       | -57kg (m)   | 9e          | 1ste ronde: W van ROU Ciufulescu: 10-0 2de ronde: V van USA Cross: 2-4 herkansingen: W van BUL Barzakov: 5-3 herkansingen 2: V van BLR Guzov: 5-6 |
| Takahiro Wada      | -62kg (m)   | 4e          | 1ste ronde: W van ROU Mumjiev: 11-0 2de ronde: W van UZB Islamov: 3-2 kwartfinale: V van ITA Schillaci: 3-4 herkansingen: W van BLR Smal: 3-0 herkansingen 2: W van CAN Calder: 7-3 herkansingen 3: W van RUS Azizov: 10-0 bronzen finale: V van UKR Tedeyev: 1-3 |
| Takuya Ota         | -74kg (m)   | Brons       | 1ste ronde: W van MEX Guzmán: 11-0 2de ronde: W van BLR Kozyr: 4-1 kwartfinale: V van KOR Park: 0-5 herkansingen: W van MKD Verhushin: 7-0 herkansingen 2: W van MDA Peicov: 5-4 herkansingen 3: W van USA Monday: 10-0 bronzen finale: W van BUL Paskalev: 5-3   |
| Hidekazu Yokoyama  | -82kg (m)   | 11e         | 1ste ronde: W van ROU Ghițău: 9-1 2de ronde: V van KOR Yang: 2-4 herkansingen: V van TUR Öztürk: 1-7 |
| Tatsuo Kawai       | -90kg (m)   | 19e         | 1ste ronde: V van SVK Lohyňa: 0-5 herkansingen: V van HUN Bacsa: 2-5 |
| Grieks-Romeins     |             |             | |
| Hiroshi Kado       | -48kg (m)   | 7e          | 1ste ronde: V van RUS Guliev: 2-3 herkansingen: W van MEX Aguilar: 10-0 herkansingen 2: W van POL Jabłoński: 9-1 herkansingen 3: W van ITA Costantino: 4-0 herkansingen 4: V van PRK Kang: 0-11 7-8ste plek: W van GRE Agatzanian: 1-0                            |
| Kenkichi Nishimi   | -57kg (m)   | 8e          | 1ste ronde: V van KOR Park: 6-17 herkansingen: W van TUR Eroğlu: 8-7 herkansingen 2: W van MEX Fernández: 12-0 herkansingen 3: V van GRE Elgkian: 2-4 7-8ste plek: V van GRE Elgkian: 4-5                                                                         |
| Yasushi Miyake     | -68kg (m)   | 16e         | 1ste ronde: W van SWE Magnusson: 4-2 2de ronde: V van FRA Yalouz: 0-10 herkansingen: V van EST Nikitin: 0-6 |
| Takamitsu Katayama | -74kg (m)   | 8e          | 1ste ronde: W van ALG Bouguerra: 13-2 2de ronde: V van FIN Asell: 2-4 herkansingen: V van GER Hahn: 2-5 |
| Takashi Nonomura   | -100kg (m)  | 9e          | 1ste ronde: V van SWE Ljungberg: 0-10 herkansingen: W van MAR Basri: 10-2 herkansingen 2: W van VEN Suárez: 3-0 herkansingen 3: V van BUL Manov: 0-2 |
| Kenichi Suzuki     | -130kg (m)  | 8e          | 1ste ronde: V van HUN Kékes: 0-3 herkansingen: W van TUN Ayari: 4-3 herkansingen 2: W van TJK Dgvareli: 8-0 herkansingen 3: V van MDA Mureiko: 0-11 7-8ste plek: V van SWE Johansson: 0-8                                                                         |

### Zeilen
| Olympiër                                         | Discipline  | Resultaat | Prestatie                                        |
| ------------------------------------------------ | ----------- | --------- | ------------------------------------------------ |
| Kenji Nakamura Masato Takaki                     | 470 (m)     | 17e       | 127,0 punten: (PMS-3-16-25-10-13-28-14-21-16-9)  |
|                                                  |             |           |                                                  |
| Masako Imai                                      | mistral (v) | 15e       | 96,0 punten: (18-11-16-17-16-17-18-9-10)         |
| Aiko Saito                                       | europe (v)  | 23e       | 191,0 punten: (23-23-25-24-22-16-26-20-26-23-15) |
| Yumiko Shige Alicia Kinoshita                    | 470 (v)     | Zilver    | 36,0 punten: (3-7-13-6-1-3-2-11-6-7)             |
|                                                  |             |           |                                                  |
| Tomoyuki Sasaki                                  | laser       | 28e       | 212,0 punten: (24-22-22-21-19-19-42-31-30-29-26) |
| Kazunori Komatsu Masatoshi Hazama Kazuyuki Hyodo | soling      | 19e       | 110,0 punten: (16-19-15-6-14-21-17-12-21-11)     |

### Zwemmen
| Olympiër                                                   | Discipline            | Resultaat | Prestatie                                                 |
| ---------------------------------------------------------- | --------------------- | --------- | --------------------------------------------------------- |
| Yukihiro Matsushita                                        | 50m vrije slag (m)    | 35e       | serie 4: 1ste in 23,60                                    |
| Shunsuke Ito                                               | 100m vrije slag (m)   | 37e       | serie 5: 8ste in 51,29                                    |
| Shunsuke Ito                                               | 100m vrije slag (m)   | 23e       | serie 5: 6de in 1.51,97                                   |
| Hisato Yasui                                               | 400m vrije slag (m)   | 24e       | serie 5: 8ste in 4.00,19                                  |
| Masato Hirano                                              | 1500m vrije slag (m)  | 6e        | serie 5: 3de in 15.19,48 finale: 6de in 15.17,28 (NR)     |
| Hisato Yasui                                               | 1500m vrije slag (m)  | 22e       | serie 5: 7de in 15.43,66                                  |
| Hajime Itoi                                                | 100m rugslag (m)      | 11e       | serie 6: 4de in 56,22 finale B: 3de in 56,23              |
| Keitaro Konnai                                             | 100m rugslag (m)      | 9e        | serie 7: 5de in 56,35 finale B: 1ste in 55,74             |
| Ryuji Horii                                                | 200m rugslag (m)      | 9e        | serie 6: 4de in 2.02,33 finale B: 1ste in 2.01,54         |
| Hajime Itoi                                                | 200m rugslag (m)      | 5e        | serie 6: 2de in 2.00,43 finale: 5de in 2.00,10 (NR)       |
| Akira Hayashi                                              | 100m schoolslag (m)   | 12e       | serie 5: 6de in 1.02,63 finale B: 4de in 1.02,75          |
| Yoshinobu Miyazaki                                         | 100m schoolslag (m)   | 22e       | serie 6: 7de in 1.03,13                                   |
| Akira Hayashi                                              | 200m schoolslag (m)   | 12e       | serie 3: 4de in 2.15,37 finale B: 8ste in 2.16,69         |
| Yukihiro Matsushita                                        | 100m vlinderslag (m)  | 20e       | serie 8: 6de in 54,50                                     |
| Takashi Yamamoto                                           | 100m vlinderslag (m)  | 13e       | serie 7: 6de in 53,95 finale B: 5de in 53,98              |
| Takashi Yamamoto                                           | 200m vlinderslag (m)  | 20e       | serie 4: 7de in 2.00,87                                   |
| Tatsuya Kinugasa                                           | 200m wisselslag (m)   | 14e       | serie 3: 4de in 2.03,42 finale B: 6de in 2.04,59          |
| Jo Yoshimi                                                 | 200m wisselslag (m)   | 16e       | serie 4: 5de in 2.04,49 finale B: 8ste in 2.05,42         |
| Tatsuya Kinugasa                                           | 400m wisselslag (m)   | 11e       | serie 3: 4de in 4.26,73 finale B: 3de in 4.24,25          |
| Toshiaki Kurasawa                                          | 400m wisselslag (m)   | 10e       | serie 2: 5de in 4.24,83 finale B: 2de in 4.23,36          |
| Keitaro Konnai Akira Hayashi Takashi Yamamoto Shunsuke Ito | 4x100m wisselslag (m) | 5e        | serie 2: 2de in 3.41,78 finale: 5de in 3.40,51 (AS)       |
|                                                            |                       |           |                                                           |
| Sumika Minamoto                                            | 50m vrije slag (v)    | 12e       | serie 7: 3de in 25,89 finale B: 4de in 26,05              |
| Sumika Minamoto                                            | 100m vrije slag (v)   | 25e       | serie 4: 7de in 57,25                                     |
| Suzu Chiba                                                 | 200m vrije slag (v)   | 10e       | serie 4: 3de in 2.01,11 finale B: 2de in 2.01,00          |
| Naoko Imoto                                                | 200m vrije slag (v)   | 20e       | serie 4: 7de in 2.03,78                                   |
| Suzu Chiba                                                 | 400m vrije slag (v)   | 13e       | serie 3: 4de in 4.16,07 finale B: 5de in 4.16,60          |
| Eri Yamanoi                                                | 400m vrije slag (v)   | 7e        | serie 5: 3de in 4.13,40 finale: 7de in 4.11,68            |
| Aiko Miyake                                                | 800m vrije slag (v)   | 21e       | serie 4: 8ste in 8.55,77                                  |
| Eri Yamanoi                                                | 800m vrije slag (v)   | 10e       | serie 4: 2de in 8.40,47                                   |
| Mai Nakamura                                               | 100m rugslag (v)      | 4e        | serie 4: 2de in 1.02,35 finale: 4de in 1.02,33            |
| Miki Nakao                                                 | 100m rugslag (v)      | 8e        | serie 4: 3de in 1.02,90 finale: 8ste in 1.02,78           |
| Mai Nakamura                                               | 200m rugslag (v)      | 9e        | serie 5: 5de in 2.15,05 finale B: 1ste in 2.13,40         |
| Miki Nakao                                                 | 200m rugslag (v)      | 5e        | serie 4: 3de in 2.12,92 finale: 5de in 2.13,57            |
| Kyoko Iwasaki                                              | 100m schoolslag (v)   | 22e       | serie 4: 7de in 1.11,33                                   |
| Masami Tanaka                                              | 100m schoolslag (v)   | 13e       | serie 5: 4de in 1.09,89 finale B: 5de in 1.10,43          |
| Kyoko Iwasaki                                              | 200m schoolslag (v)   | 10e       | serie 4: 2de in 2.30,84 finale B: 2de in 2.29,32          |
| Masami Tanaka                                              | 200m schoolslag (v)   | 5e        | serie 6: 2de in 2.29,36 finale: 5de in 2.28,05            |
| Ayari Aoyama                                               | 100m vlinderslag (v)  | 6e        | serie 6: 3de in 1.00,20 finale: 6de in 1.00,18            |
| Hitomi Kashima                                             | 100m vlinderslag (v)  | 4e        | serie 4: 1ste in 1.00,85 finale: 4de in 1.00,11           |
| Mika Haruna                                                | 200m vlinderslag (v)  | 7e        | serie 4: 1ste in 2.12,59 finale: 7de in 2.11,93           |
| Hitomi Kashima                                             | 200m vlinderslag (v)  | 14e       | serie 4: 5de in 2.16,04 finale B: 6de in 2.13,97          |
| Fumie Kurotori                                             | 200m wisselslag (v)   | 28e       | serie 5: 8ste in 2.20,58                                  |
| Hideko Hiranaka                                            | 400m wisselslag (v)   | 13e       | serie 3: 4de in 4.49,32 finale B: 5de in 4.48,72          |
| Fumie Kurotori                                             | 400m wisselslag (v)   | 12e       | serie 3: 3de in 4.48,51 finale B: 4de in 4.47,98          |
| Sumika Minamoto Naoko Imoto Eri Yamanoi Suzu Chiba         | 4x100m vrije slag (v) | 12e       | serie 2: 5de in 3.48,77                                   |
| Eri Yamanoi Naoko Imoto Aiko Miyake Suzu Chiba             | 4x200m vrije slag (v) | 4e        | serie 1: 1ste in 8.09,46 (NR) finale: 4de in 8.07,46 (NR) |
| Mai Nakamura Masami Tanaka Ayari Aoyama Suzu Chiba         | 4x100m wisselslag (v) | 9e        | serie 3: 5de in 4.10,71                                   |

Afghanistan · Albanië · Algerije · Amerikaanse Maagdeneilanden · Amerikaans-Samoa · Andorra · Angola · Antigua‑Barbuda · Argentinië · Armenië · Aruba · Australië · Azerbeidzjan · Bahama's · Bahrein · Bangladesh · Barbados · België · Belize · Benin · Bermuda · Bhutan · Bolivia · Bosnië en Herzegovina · Botswana · Brazilië · Britse Maagdeneilanden · Brunei · Bulgarije · Burkina Faso · Burundi · Cambodja · Canada · Centraal-Afrikaanse Republiek · Chili · China · Chinees Taipei · Colombia · Comoren · Congo-Brazzaville · Cookeilanden · Costa Rica · Cuba · Cyprus · Denemarken · Djibouti · Dominica · Dominicaanse Republiek · Duitsland · Ecuador · Egypte · El Salvador · Equatoriaal-Guinea · Estland · Ethiopië · Fiji · Filipijnen · Finland · Frankrijk · Gabon · Gambia · Georgië · Ghana · Grenada · Griekenland · Groot-Brittannië · Guam · Guatemala · Guinee · Guinee-Bissau · Guyana · Haïti · Honduras · Hongarije · Hongkong · Ierland · IJsland · India · Indonesië · Irak · Iran · Israël · Italië · Ivoorkust · Jamaica · Japan · Jemen · Joegoslavië · Jordanië · Kaaimaneilanden · Kaapverdië · Kameroen · Kazachstan · Kenia · Kirgizië · Koeweit · Kroatië · Laos · Lesotho · Letland · Libanon · Liberia · Libië · Liechtenstein · Litouwen · Luxemburg ·  Macedonië · Madagaskar · Malawi · Malediven · Maleisië · Mali · Malta · Marokko · Mauritanië · Mauritius · Mexico · Moldavië · Monaco · Mongolië · Mozambique · Myanmar · Namibië · Nauru · Nederland · Nederlandse Antillen · Nepal · Nicaragua · Nieuw-Zeeland · Niger · Nigeria · Noord-Korea · Noorwegen · Oeganda · Oekraïne · Oezbekistan · Oman · Oostenrijk · Pakistan · Palestina · Panama · Papoea-Nieuw-Guinea · Paraguay · Peru · Polen · Portugal · Puerto Rico · Qatar · Roemenië · Rusland · Rwanda · Saint Kitts en Nevis · Saint Lucia · Saint Vincent en Grenadines · Salomonseilanden · Samoa · San Marino · Sao Tomé en Principe · Saoedi-Arabië · Senegal · Seychellen · Sierra Leone · Singapore · Slovenië · Slowakije · Soedan · Somalië · Spanje · Sri Lanka · Suriname · Swaziland · Syrië · Tadzjikistan · Tanzania · Thailand · Togo · Tonga · Trinidad en Tobago · Tsjaad · Tsjechië · Tunesië · Turkije · Turkmenistan · Uruguay · Vanuatu · Venezuela · Verenigde Arabische Emiraten · Verenigde Staten · Vietnam · Wit-Rusland · Zaïre · Zambia · Zimbabwe · Zuid-Afrika · Zuid-Korea · Zweden · Zwitserland